# Рикарди Салинас, Марио
Марио Эктор Рикарди Салинас (исп. Mario Héctor Ricardi Salinas; 1921—2005) — чилийский ботаник, специалист по таксономии рода Мальзербия.

## Биография
Марио Рикарди Салинас родился 30 ноября 1921 года в городе Сантьяго-де-Чили. Вскоре его семья переехала в город Консепсьон. Марио учился в Консепсьонском университете, получил степень доктора по химии и фармации. В 1952 году учился в Обществе Мигеля Лильо в Тукумане. Рикарди преподавал в Консепсьонском университете, был директором департамента ботаники. Он принимал участие в основании ботанического журнала Gayana. После военного переворота 1973 года Рикарди был вынужден переехать в Венесуэлу, продолжил преподавать в Андском университете в Мериде. Рикарди Салинас был директором Ботанического сада Мериды при Андском университете. Рикарди и его жена, профессор Фресия Торрес, принимали участие в сборе образцов растений для гербария Ботанического сада. В 1991 году Рикарди был назван почётным профессором Консепсьонского университета. В 1995 году он был удостоен двух государственных наград Венесуэлы — Ордена за заслуги перед Республикой Венесуэла и Медали Фрая Хуана Рамоса де Лоры. Рикарди Салинас скончался 18 апреля 2005 года в Мериде.

## Растения, названные в честь М. Рикарди Салинаса
- Oxalis ricardii Lourteig, 2000
- Senecio ricardii Martic. & Max Quezada, 1974
- Tabebuia ricardii M.Mejía, 1994